# Butsumoku-ji

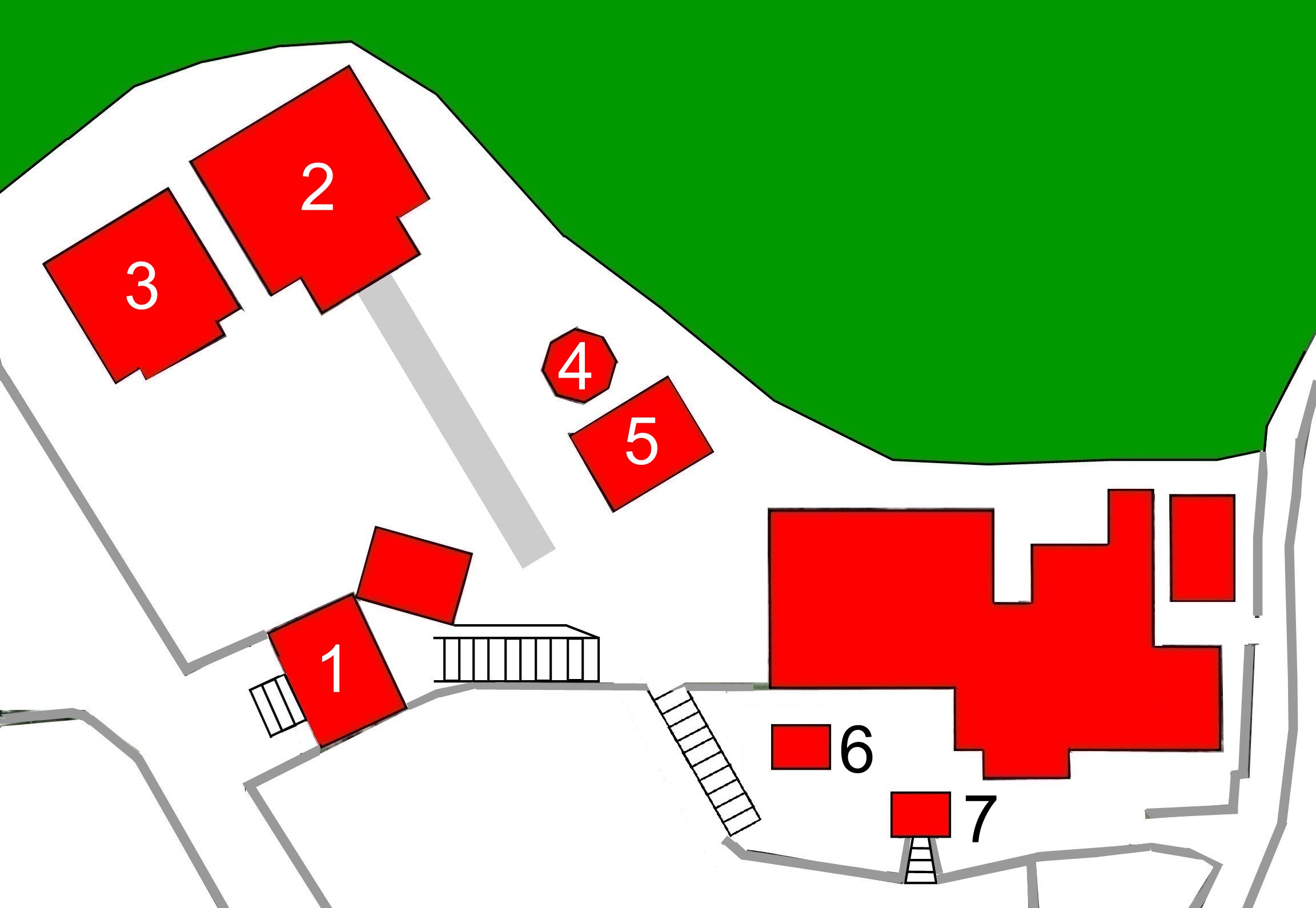
Plan du temple (voir texte).

Le Butsumoku-ji ( japonais : 佛木寺), avec le Go Ikkasan (一𬍯山) et le Birushanain (毘盧舎那院), est un temple de la branche Omuro (御室派) du bouddhisme Shingon dans la ville d'Uwajima (préfecture d'Ehime). Dans le décompte traditionnel, il est 42e temple du pèlerinage de Shikoku.
En 2015, le Butsumoku-ji est désigné Japan Heritage avec les 87 autres temples du pèlerinage de Shikoku.